# Innocenzo Cervelli
Innocenzo Cervelli (Roma, 31 luglio 1942 – Napoli, 31 maggio 2017) è stato uno storico italiano.

## Biografia
Si è formato all’Università “La Sapienza” negli anni in cui vi hanno insegnano Arsenio Frugoni, Rosario Romeo, Giacomo Debenedetti e Santo Mazzarino. Sebbene attratto dagli studi letterari, si laurea con Nino Valeri e Franco Gaeta redigendo una tesi sulla storia di Venezia nel Cinquecento. Lettore enciclopedico, da giovane è affascinato dal radicalismo di Ernesto Rossi, entra i rapporti con Augusto Monti e collabora con la «Nuova Rivista Storica» e con «Belfagor» stilando recensioni e riflessioni su grandi storici e temi della storiografia quali il concetto di Rinascimento e la genesi del fascismo. Dopo la laurea ottiene una borsa di studio all'Istituto Croce di Napoli, dove diventa amico di Giuseppe Ricuperati, Aldo Mazzacane e Luciano Guerci e conosce Maria Luisa Mangoni, la compagna di una vita, che sposerà il 6 settembre 1969. Dopo un breve periodo di insegnamento all'Aquila, grazie ai contatti con Gaetano Cozzi si trasferisce all’Università di Venezia e nel 1974 pubblica la monografia Machiavelli e la crisi dello Stato veneziano. Cura le traduzioni italiane dei libri di Wallace Ferguson e di Hans Rosenberg, scrive di storiografia italiana e tedesca tra Otto e Novecento, simpatizza per il gruppo de “Il manifesto” e nel 1977 pubblica Gioacchino Volpe. A Venezia, a fianco di Cozzi e di Marino Berengo, di Giovanni Miccoli e di Gherardo Ortalli, di Luigi Corazzol e di Gino Benzoni, di Giuseppe Mazzariol e della moglie Luisa Mangoni, contribuisce a disegnare la fisionomia di uno dei migliori dipartimenti di Storia italiani, insegnando Storia delle dottrine politiche e Storia moderna, Storia della storiografia e Storia del cinema (con la fotografia una sua forte passione). Insegna anche al Croce di Napoli e alla Scuola di studi storici di San Marino e dopo la fine del Compromesso storico si avvicina al Partito Comunista di Enrico Berlinguer, coprendo per qualche tempo incarichi politici e accademici. Inoltre con Mangoni intesse una rete di rapporti intellettuali e umani che si estende fino alla Torino di Einaudi e di Bollati Boringhieri, alla Trieste di Miccoli e alla Trento dell'Istituto storico italo-germanico, nel tempo in cui sono attivi Paolo Prodi e Pierangelo Schiera. Il fuoco di Cervelli si sposta allora sulla storia costituzionale e sulla storia contemporanea, con le riflessioni sul cesarismo e sul fallimento della rivoluzione e del liberalismo nella Prussia e nella Germania dell’Ottocento. Di questa stagione di studio sono testimonianza i numerosi saggi in italiano e in tedesco raccolti poi in Rivoluzione e cesarismo nell'Ottocento, in Liberalismo e conservatorismo in Prussia 1850-1858 e in La Germania dell'Ottocento: un caso di modernizzazione conservatrice.
Dopo la morte di Arnaldo Momigliano e di Santo Mazzarino, nel 1987, ispirato anche dagli scritti di Ernesto De Martino, Gershom Scholem, Yosef Hayim Yerushalmi, Ernst Bloch, Walter Benjamin, Michael Walzer, Pierre Vidal-Naquet e Jan Assmann, si dedica a questioni di storia antica, all’ebraismo e alla tradizione messianico-profetica, lavorando per anni a una monografia apparsa nel 2011 con il titolo Questioni sibilline. L’interesse per la riflessione ebraica nel Novecento lo spinge anche a scrivere la prefazione di Levar la mano su di sé di Jean Améry, sopravvissuto alla Shoah. Negli anni novanta, Cervelli e la moglie concludono in anticipo il loro insegnamento all’Università di Trento e tornano a Roma. Dopo la morte di Luisa Mangoni (2014), Cervelli completa il suo ultimo libro, Alle origini della Comune (2015), si ammala e muore nel 2017.

## Opere principali
- (a cura di), Andrea Cardoino, Historia compendiosa di Geneva nella quale si dà relatione delle cose di quella città dall'anno 1535, che vi fu introdotto il calvinismo, e mutato il governo, fin'al giorno presente 1623, L'Aquila, Japadre, 1968 («Annali della Università degli Studi dell'Aquila», II, 1968)
- Introduzione, in Hans Rosenberg, Nascita della burocrazia. L'esperienza prussiana 1660-1815, Roma, Editori riuniti, 1968, pp. 3-25
- (a cura di), I cattolici dall'Unità alla fondazione del Partito Popolare, Bologna, Cappelli, 1969
- Wallace K. Ferguson e il concetto di Rinascimento, introduzione a Wallace K. Ferguson, Il Rinascimento nella critica storica, Bologna, Il Mulino, 1969, pp. IX-XXVIII
- Machiavelli e la crisi dello Stato veneziano, Napoli, Guida, 1974
- Gioacchino Volpe, Napoli, Guida, 1977
- Liberalismo e conservatorismo in Prussia 1850-1858, Bologna, Il Mulino, 1983
- La Germania dell'Ottocento: un caso di modernizzazione conservatrice, Roma, Editori Riuniti, 1988
- L'ultimo Momigliano: costanti e variabili di una ricerca, in «Studi Storici», XXX, 1989, pp. 59-104
- Suicidio e libertà di morire, presentazione in Jean Améry, Levar la mano su di sé. Discorso sulla libera morte, trad. di Enrico Gianni, Torino, Bollati Boringhieri, 1990, pp. VII-XXX (ripubblicato nel 2012)
- Rivoluzione e cesarismo nell'Ottocento, 2 voll., Torino, Aragno, 2003
- Questioni sibilline, Venezia, Istituto Veneto di Scienze, Lettere ed Arti, 2011
- Le origini della Comune di Parigi: una cronaca (31 ottobre 1870-18 marzo 1871), Roma, Viella, 2015